# FC Kotayk Abovian
El FC Esteghlal Kotayk Abovyan fue un equipo de fútbol de Armenia que alguna vez militó en la Liga Premier de Armenia, la liga de fútbol más importante del país.

## Historia
Fue fundado en el año 1955 en la ciudad de Abovyan, siendo uno de los equipos más viejos del país. Fue campeón de Liga 4 veces, todas durante la etapa soviética y ganó la Copa en 3 ocasiones, todas en la etapa soviética.
Luego de la separación de la Unión Soviética, el equipo formó parte de la primera Liga Premier de Armenia en 1992, llegó a 2 finales de Copa, que perdió y en el año 2005, su nombre lo cambió por el de FC Esteghlal Kotayk Abovyan.
A nivel internacional participó en 2 torneos continentales, donde nunca superó la Primera Ronda.
El equipo desapareció en el año 2006, justo antes de iniciar esa temporada de Liga por la crisis financiera que tenía el equipo. El equipo iba a regresar para jugar en la temporada 2016-17 de la Primera Liga de Armenia pero solo jugó el partido de ida de la primera fase de la Copa de Armenia 2016-17 ante Shirak antes de volver a desaparecer como equipo.

## Palmarés
- SSR Armenia League: 4

1967, 1973, 1975, 1976
- Copa de Armenia: 3

1975, 1976, 1977
- - Finalista: 2

1995, 1996

## Participación en competiciones de la UEFA
- Recopa de Europa de Fútbol: 1 aparición

1997 - Ronda Preliminar
- Copa Intertoto: 1 aparición

2004 - Primera Ronda

### Trayectoria en UEFA
| Temporada | Torneo         | Ronda      | Club        | Ida   | Vuelta |
| --------- | -------------- | ---------- | ----------- | ----- | ------ |
| 1996/97   | Recopa         | Preliminar | AEK Larnaca | 1 - 0 | 0 - 5  |
| 2004      | Copa Intertoto | 1          | Brno        | 0 - 1 | 3 - 2  |

- Resultados de local en negrita

### Récord Europeo
| Torneo         | J | G | E | P | GF | GC |
| -------------- | - | - | - | - | -- | -- |
| Recopa         | 2 | 1 | 0 | 1 | 1  | 5  |
| Copa Intertoto | 2 | 1 | 0 | 1 | 3  | 3  |
| Total          | 4 | 2 | 0 | 2 | 4  | 8  |

## Entrenadores
| - Arkady Andreasyan (1979-1981) - Felix Veranyan (1985) - Arkady Andreasyan (1986) - Felix Veranyan (1987) - Souren Barseghyan (1988) - Nazar Petrosyan (1989-1990) - Arkady Andreasyan (1991) - Samvel Petrosyan (1991) - Nazar Petrosyan (1992) - Hovhannes Abrahamian (1992) - Nazar Petrosyan (1993-1994) - Eduard Harutyunyan (1995) | - Samvel Petrosyan (1995-octubre de 1996) - Felix Veranyan (octubre de 1996-1997) - Samvel Petrosyan (1997) - Eduard Harutyunyan (2001-2002) - Rafael Galustjan (2002-agosto de 2003) - Andranik Grigoryan (agosto de 2003-junio de 2004) - Hagop Mkryan (junio de 2004-agosto de 2004) - Gevorg Kamalyan (agosto de 2004-octubre de 2004) - Martiros Khachatryan (octubre de 2004-2005) - Arsen Chilingaryan (2005) - Martiros Khachatryan (2005-2006) |